# Brooklyn's Don Diva
Brooklyn's Don Diva é a mixtape de estréia da rapper americana Foxy Brown lançado em 13 de maio de 2008. Algumas faixas tinham como destino ser o seguimento do álbum Broken Silence, o não lançado  Ill Na Na 2: The Fever. Segundo a revista Rolling Stone, o álbum seria lançado antes do Black Roses, o álbum que ela tem trabalhado em desde 2004 que foi gravado na gravadora Chung King Studios, em Nova York. Várias faixas como "When the Lights Go Out", "We Don't Surrender", "Star Cry" foram lançados no o iTunes como pretendido para promover o álbum. Varias das batidas do álbum foram produzidos por beatmaker Polish Matheo.
O lançamento do álbum tinha sido adiada várias vezes, principalmente devido à prisão de Foxy Brown.

## Charts
O álbum alcançou a posição #83 na Billboard 200, #8 na parada de álbuns independente, e #5 no Top R&B/Hip-Hop Album.

## Faixas
1. Brooklyn's Don Diva 2:36
2. We Don't Surrender (ft. Grafh) 4:06
3. We're On Fire (ft. Mavado) 4:23
4. Dreams of Fucking a D-Boy (ft. Jay Rush) 3:09
5. When the Lights Go Out (ft. Kira) 3:35
6. Never Heard This Before (ft. Dwele) 4:12
7. Too Real (ft. AZ) 2:54
8. Star Cry 4:30
9. Why1 4:12
10. She Wanna Rude Bwoy (ft. Demarco) 3:30
11. The Quan (ft. Lady Saw) 3:47
12. Bulletproof Love/One Love (ft. Lil' Mo) 3:49
13. How We Get Down (ft. Grafh & Prinz) 4:30
14. We Set the Pace (ft. Morgan Heritage & Spragga Benz) 4:25
15. The Quan (Bonus Track) (ft. Lady Saw) (Hip Hop Mix) 3:45